# باشگاه فوتبال گیتی‌پسند اصفهان
باشگاه فوتبال صنایع گیتی‌پسند یک باشگاه فوتبال در شهر اصفهان، ایران است که در سال ۱۳۹۵ و پس از سقوط از لیگ آزادگان به لیگ دسته دوم، منحل شده بود. این تیم بعد از ۶ سال در سال ۱۴۰۱ دوباره راه‌اندازی شد و هم اکنون در لیگ استان اصفهان حضور دارد.

## فصل‌ها
| فصل     | لیگ          | جایگاه        | جام حذفی فوتبال ایران | توضیحات |
| ------- | ------------ | ------------- | --------------------- | ------- |
| ۹۰–۱۳۸۹ | لیگ دسته سوم | سوم/گروه دوم  | عدم حضور              | صعود    |
| ۹۱–۱۳۹۰ | لیگ دسته دوم | هشتم/گروه اول | مرحله سوم             |         |
| ۹۲–۱۳۹۱ | لیگ دسته دوم | دوم/گروه اول  | عدم حضور              | صعود    |
| ۹۳–۱۳۹۲ | لیگ دسته اول | پنجم/گروه اول | مرحله چهارم           |         |
| ۹۴–۱۳۹۳ | لیگ دسته اول | هفتم/گروه اول | مرحله سوم             |         |
| ۹۵–۱۳۹۴ | لیگ دسته اول | هجدهم         | –                     | سقوط    |
| ۹۶–۱۳۹۵ | لیگ دسته دوم | انحلال        | انحلال                | انحلال  |